# Малая, Оксана Александровна
Окса́на Алекса́ндровна Ма́лая (укр. Оксана Олександрівна Мала; род. 4 ноября 1983 года, с. Новая Благовещенка, Херсонская область) — украинская девушка, ставшая известной благодаря собакоподобному поведению. Оксана была объектом рассмотрения ряда документальных фильмов, интервью и жёлтой прессы в качестве одичавшего ребёнка, «воспитанного собаками», несмотря на то, что неясно, жила ли она когда-либо отдельно от людей.

## Биография
Оксана родилась в деревне Новая Благовещенка Горностаевского района Херсонской области Украинской ССР в многодетной семье и, вероятно, страдала нарушением развития. В раннем возрасте её забрали у родителей-алкоголиков в детский дом из-за безнадзорности девочки.
В детском доме она связалась эмоционально с местными полубродячими собаками и постепенно приобрела многие собачьи манеры, затормозившие развитие языковых способностей и нормальных человеческих социальных и эмоциональных навыков. Однако, согласно другим источникам, Оксана ещё до попадания в детский дом была оставлена без присмотра родителей, и её воспитывали собаки. Оксана была в конце концов переведена в Одесский дом-интернат для детей с дефектами развития. В документальных фильмах британского 4 канала и португальского канала SIC, её врачи утверждали, что полное восстановление в «нормальное» общество маловероятно, однако после курса лечения и обучения Оксана научилась говорить свободно, и большинство проблем её поведения были устранены.
С 2001 года Оксана живёт и работает в Барабойском доме-интернате, заботясь о коровах и лошадях. В 2012 году ей сделали предложение о создании семьи и новой работы. В связи с политической ситуацией вопрос о смене места жительства и гражданского статуса остался подвешенным.